# Riječka televizija
Riječka televizija (skraćeno RITV) je bila hrvatska lokalna televizija koja je emitirala za područje Grada Rijeke.
RITV je prva riječka televizijska postaja koja je s emitiranjem vlastitoga programa započela 10. lipnja 1998. godine. Zahvaljujući digitalnom signalu pokrivala je područje Primorsko-goranske županije i Istarske županije. To područje obuhvaća oko 600.000 stanovnika.
RITV je u prosjeku proizvodila 12 sati programa na dan od čega je 80% programa bilo iz vlastite produkcije.

## Pokrivenost signalom
Dana 21. svibnja 2013. RITV trenutno je isključena iz sustava odašiljanja OiV-a.
Tijekom listopada 2017. televizija je u potpunosti ugašena.

## Vanjske poveznice
- Službene stranice Riječke televizije  Arhivirana inačica izvorne stranice od 11. siječnja 2014. (Wayback Machine)